# 3673 Levy
Levy (asteróide 3673) é um asteróide da cintura principal, a 1,9118247 UA. Possui uma excentricidade de 0,1846559 e um período orbital de 1 311,46 dias (3,59 anos).
Levy tem uma velocidade orbital média de 19,45087699 km/s e uma inclinação de 7,08899º.
Este asteróide foi descoberto em 22 de Agosto de 1985 por Edward Bowell.
O seu nome é uma homenagem ao astrónomo canadiano David Levy.